# سارا دیویس (وزنه‌بردار)
سارا دیویس (انگلیسی: Sarah Davies؛ زادهٔ ۱۹ اوت ۱۹۹۲) وزنه‌بردار زن اهل بریتانیا است.
وی در مسابقات کشوری و بین‌المللی در مجموع برندهٔ ۳ مدال نقره، ۱ مدال برنز شده‌است.